# Kubańczyk
Kubańczyk, właśc. Jakub Michał Flas (ur. 14 marca 1995 w Szczecinie) – polski raper, piosenkarz i były freak fighter.

## Życiorys

### Życie prywatne
Od 2019 był w konkubinacie z modelką Olą Ciupą. Rozstali się po raz drugi w 2024.

### Działalność na Youtube oraz kariera muzyczna
Założył kanał na YouTube w 2010, choć zaczął nagrywać w 2012 roku. Współpracował z Lordem Kruszwilem oraz Kamerzystą. W 2020 roku wydał swój debiutancki album studyjny „Cały ja”. W 2021 roku wydał swój drugi album „Młody kot”. W 2021 roku wydał swój trzeci album studyjny „Dzień po dniu 2”. Na początku stycznia 2022 wspólnie z Eweliną Lisowską wydał soundtrack „Wartości” wraz z teledyskiem, promujący film Patryka Vegi. 23 czerwca 2023 ma wydać czwarty album studyjny pt. W zeszłym roku. Płytę promuje singlami takie jak: „Ciuchy za drzwiami” czy „Szachy".

### Walki Freak fight
Karierę we freak fightach rozpoczął od wyzwania do walki youtubera Michała „Boxdela” Barona, który zaakceptował rzucone wyzwanie. 22 czerwca 2019 roku w Częstochowie podczas gali Fame MMA 4 technicznie znokautował Boxdela już w pierwszej rundzie.
Drugą walkę na zasadach MMA stoczył 28 marca 2020 roku podczas gali Fame MMA 6, na której to wygrał ponownie przez TKO. Rywalem Kubańczyka był producent muzyczny Mateusz „L-Pro” Łapot.
W trzecim pod banderą federacji Fame MMA zawalczył w walce przeciwko Marcinowi Malczyńskiemu na gali Fame 9: Let’s Play. Ten pojedynek zakończył także technicznym nokautem, jednak tym razem nie po ciosach, a niskich kopnięciach w stronę rywala. W stawce tego pojedynku był w posiadaniu przez Malczyńskiego pas mistrzowski Fame MMA w kategorii średniej (do 83,9 kg), który po wygranej walce odebrał Kubańczyk.
14 maja 2022 podczas trwającej gali Fame 14 zwakował pas mistrzowski Fame MMA. Powodem tej decyzji były jego problemy zdrowotne, przez które był nieaktywny i nie mógł bronić tego tytułu przeciwko kolejnym potencjalnym rywalom.
Powrót Kubańczyka do freak fightowych startów miał miejsce 21 lipca 2023 roku podczas walki wieczoru gali Fame Friday Arena 1, która odbyła się we wrocławskiej Hali Stulecia. Podczas tego wydarzenia walczył w formule kick-bokserskiej na zasadach K-1. Jego rywalem został Alberto Simao. Pierwotnie do pojedynku raperów miało dojść 17 czerwca 2023 na gali High League 7: Grand Prix w krakowskiej Tauron Arenie, jednak wydarzenie to zostało odwołane. Ostatecznie w nowym terminie walki pokonał rywala kontrowersyjnym werdyktem niejednogłośnie na punkty. Dwóch punktujących sędziów wskazało zwycięstwo Kubańczyka, zaś jeden na wygraną Alberto.

## Dyskografia

### Albumy muzyczne
| Rok  | Album                                       | Pozycja na liście | Sprzedaż       | Certyfikat              |
| Rok  | Album                                       | POL               | Sprzedaż       | Certyfikat              |
| ---- | ------------------------------------------- | ----------------- | -------------- | ----------------------- |
| 2020 | Cały ja - Data: 28 maja 2020                | 3                 | - POL: 15 000+ | - ZPAV: złota płyta     |
| 2021 | Młody kot - Data: 2 kwietnia 2021           | 2                 |                |                         |
| 2021 | Dzień po dniu 2 - Data: 8 października 2021 |                   |                |                         |
| 2023 | W zeszłym roku - Data: 23 czerwca 2023      |                   | - POL: 30 000+ | - ZPAV: platynowa płyta |

### Single
Jako główny artysta
| Rok  | Tytuł                                            | Certyfikat                  | Album           |
| ---- | ------------------------------------------------ | --------------------------- | --------------- |
| 2018 | „Lady Pank”                                      | - ZPAV: 2× platynowa płyta  | Dzień po dniu   |
| 2018 | „Pegaz”                                          |                             | Dzień po dniu   |
| 2019 | „Spowiedź”                                       |                             |                 |
| 2019 | „Gramy” (gośc. Kamerzysta)                       |                             |                 |
| 2019 | „High Love”                                      |                             | Dzień po dniu   |
| 2019 | „Mamo”                                           |                             | Dzień po dniu   |
| 2019 | „Zwykły chłopak”                                 | - ZPAV: platynowa płyta     | Cały ja         |
| 2019 | „Monte Carlo” (gośc. Popek)                      |                             |                 |
| 2019 | „Letni hit” (gośc. Mojo)                         |                             |                 |
| 2020 | „Cały ja”                                        | - ZPAV: złota płyta         | Cały ja         |
| 2020 | „Hieny”                                          | - ZPAV: złota płyta         | Cały ja         |
| 2020 | „Life Nosy Be” (gośc. Magoif Dop)                |                             | Cały ja         |
| 2020 | „Złe sny” (gośc. Kartky)                         | - ZPAV: złota płyta         | Cały ja         |
| 2020 | „Z tobą” (gośc. DJ Slavic)                       | - ZPAV: 2× platynowa płyta  | Cały ja         |
| 2020 | „Co jest?” (gośc. Kaen)                          |                             |                 |
| 2020 | „Stargard”                                       | - ZPAV: platynowa płyta     | Młody kot       |
| 2020 | „Definicja traper” (gośc. Hellfield)             |                             |                 |
| 2020 | „Młody bóg” (gośc. B.R.O)                        |                             |                 |
| 2020 | „Lady Pank 2”                                    | - ZPAV: platynowa płyta     | Młody kot       |
| 2020 | „Łobuz” (gośc. Filipek)                          |                             |                 |
| 2020 | „Młody kot”                                      |                             | Młody kot       |
| 2020 | „Sylwestrowa noc”                                |                             | Młody kot       |
| 2021 | „Z nieba” (gośc. PSR)                            |                             | Młody kot       |
| 2021 | „Zatańcz ze mną”                                 |                             | Młody kot       |
| 2021 | „Detox” (gośc. Popek)                            |                             | Młody kot       |
| 2021 | „Toast”                                          |                             |                 |
| 2021 | „Uzależniony” (oraz Dedis i Newlight$)           |                             |                 |
| 2021 | „Samotność (Live edit)” (gośc. Pawbeats)         |                             |                 |
| 2021 | „Glow up”                                        |                             | Dzień po dniu 2 |
| 2021 | „Stringi”                                        |                             | Dzień po dniu 2 |
| 2021 | „Kolejne lato” (oraz Brave i DJ Slavic)          |                             | Dzień po dniu 2 |
| 2021 | „Stargrad 2”                                     |                             | Dzień po dniu 2 |
| 2021 | „Nie mogę przestać” (gośc. AdMa)                 |                             |                 |
| 2022 | „Wartości” (oraz Ewelina Lisowska i DJ Slavic)   |                             |                 |
| 2022 | „Na 100” (oraz Wac Toja, Pedro, francis i Flory) |                             |                 |
| 2022 | „Piątek” (gośc. Wac Toja)                        | - ZPAV: platynowa płyta     | W zeszłym roku  |
| 2022 | „Ostatni raz zatańczysz ze mną” (oraz Tribbs)    | - ZPAV: 2× diamentowa płyta |                 |
| 2022 | „300”                                            | - ZPAV: platynowa płyta     | W zeszłym roku  |
| 2022 | „Quattro” (oraz Sarius Wowo)                     |                             |                 |
| 2022 | „Holandia” (oraz Kazior, Młody kret i Krupek)    |                             |                 |
| 2022 | „Dzisiaj” (oraz Tribbs)                          | - ZPAV: złota płyta         |                 |
| 2022 | „Ciuchy za drzwiami”                             | - ZPAV: złota płyta         | W zeszłym roku  |
| 2022 | „Jak mistrz”                                     |                             |                 |
| 2023 | „Kwit” (oraz Louis Villain)                      |                             | W zeszłym roku  |
| 2023 | „Hejnał” (oraz Kronkel Dom)                      |                             | W zeszłym roku  |
| 2023 | „Szachy” (oraz Sergiusz i 2K)                    |                             | W zeszłym roku  |
| 2023 | „Ta noc” (oraz Tribbs)                           | - ZPAV: 3× platynowa płyta  | W zeszłym roku  |
| 2023 | „Milioner” (gośc. Mr. Polska)                    | - ZPAV: złota płyta         | W zeszłym roku  |
| 2023 | „Taki sam”                                       | - ZPAV: złota płyta         | W zeszłym roku  |
| 2024 | „Bukiet róż”                                     | - ZPAV: złota płyta         |                 |